# Dong Yanmei
Dong Yanmei (chinesisch 董 艶梅 / 董 艳梅, Pinyin Dǒng Yànméi; * 16. Februar 1977) ist eine chinesische Langstreckenläuferin.
Die junge Läuferin wurde vom umstrittenen Trainer Ma Junren betreut, als sie bei den chinesischen Nationalspielen 1997 in Shanghai für Furore sorgte.
Sie verbesserte im Vorlauf den fünf Jahre alten Rekord von Fernanda Ribeiro im 5000-Meter-Lauf um über fünf Sekunden auf 14:31,27 min, nachdem sie zwei Tage zuvor mit 30:38,09 min schon Meisterin im 10.000-Meter-Lauf geworden war. Im Finale war sie zwar mit 14:29,82 min noch schneller, musste sich aber Jiang Bo (14:28,09 min) geschlagen geben, die im Vorlauf ebenfalls schon unter dem alten Weltrekord geblieben war. Wenige Tage später siegte Dong beim Dalian-Marathon in 2:28:09 h.
1998 war sie die zweite Läuferin der chinesischen Stafette, die am 28. Februar in Peking mit 2:11:41 Stunden den aktuellen Weltrekord in der Marathonstaffel aufstellte. Dong lief dabei 10 km in 31:36 min.
2000 gehörte sie zu den Athletinnen aus Mas Kader, die nach einem auffälligen Bluttest aus dem chinesischen Aufgebot für die Olympischen Spiele in Sydney entfernt wurden.
2001 wurde sie über 3000 Meter Fünfte bei den Hallenweltmeisterschaften in Lissabon und über 5000 Meter Vierte bei den Weltmeisterschaften in Edmonton. Kurz danach siegte sie bei der Universiade in Peking über 5000 und 10.000 Meter.

## Weblink
- Dong Yanmei in der Datenbank von World Athletics (englisch)